# Kubikenborgs IF
Kubikenborgs IF är en  idrottsförening från stadsdelen Kubikenborg i Sundsvall. Föreningen bildades 1919 och har haft aktiva utövare inom en rad skilda idrottsgrenar till exempel backhoppning, skridsko, friidrott och bangolf. Numera är verksamheten helt fokuserad på fotboll.

## Fotboll
Klubben har drygt 400 aktiva ungdomar och ett a-lag. Herrlaget spelar 2025 i division 2 Norrland Södra. Hemmaarenan heter Kubikenborgs IP. Klubben har olika smeknamn, i folkmun "Kuben" men i media går de även under namnet "tigerränderna". Även "Sågspåns-indianerna" är ett gammalt smeknamn på kubare och syftar på sågverken och skeppsvarvet som låg på kuben, och de jättelika sågspånshögarna som bildades av det. Klubben är ansluten till Medelpads Fotbollförbund.
Kubikenborgs IF spelade i näst högsta serien säsongerna 1971–1972. Säsongen 2010 nådde man kvalet till Division 2 men föll mot Alviks IK efter 0–1 hemma och 2–2 borta.

### Publikrekord
7410 åskådare när Kuben tog emot AIK på NP3 arena 21 augusti 2024.

### Klubbdräkt
Klubbens färger är svart och gult och numren är vita. För juniorerna är enda skillnaden på hemma- och bortaställ färgerna på numren. Hemma är vita, borta är svarta. 

### Kända spelare
- Linus Hallenius
- Robert Lundström[5]

## Backhoppning
Kubikenborgs IF var en framgångsrik backhopparklubb fram till 5 december 1968. Då sprängde Lv 5 det som en gång hade varit Sveriges näst största hoppbacke. Nu står det bara en massa trädstammar på platsen.
När invigningen av backen hölls den 14 februari 1937 hade man en storpublik med 10 000 människor, och när SM arrangerades 1955 kom det cirka 14 000 åskådare. På 1940-talet fanns det cirka 150 hoppbackar i Sverige och en av dem låg alltså i Kubikenborg.
Backhopparna från Kubikenborgs IF blev 1953 svenska mästare i lag med Sven Petersson, Lars-Åke Bergseije och Gösta Cederholm. 1961 vann Harry Bergqvist SM-guld.

## Skridskosport
Bland skridskoåkare som representerat Kubikenborgs IF märks Christina Lindblom, Sture och Dan Johansson samt Heike Hedlund.